# Sutton Park
Sutton Park è una casa di campagna in stile georgiano del XVIII secolo, situata al margine del villaggio di Sutton-on-the-Forest, North Yorkshire, in Inghilterra. 
Si trova circa 16 km a nord di York, nell'antica Foresta di Galtres. La casa è un monumento classificato di I Grado ed è aperto al pubblico per parte dell'anno.

## Storia
La casa fu costruita nel 1730. Successivamente fu modificata dall'architetto Thomas Atkinson per conto di Phillip Harland, che ereditò la proprietà nel 1750.
Nel 1963, la casa fu acquistata dalla famiglia Sheffield, quando si trasferì da Normanby Hall, nel North Lincolnshire.
Gli Sheffield trasferirono qui le opere d'arte e gli arredi di Normanby Hall, la sede storica della famiglia nel North Lincolnshire.

## Descrizione

### Esterni
Sutton Park è di mattoni rossi e ha l'aspetto di una villa. Il corpo centrale dell'edificio principale è affiancato da due ali: in ciascun lato, un colonnato unisce al corpo centrale una struttura più piccola.
Nelle ali, finestre in stile veneziano si affacciano sui giardini della casa.

### Interni
Intonaci decorati sono presenti in tutta la casa. L'utilizzo di questa decorazione è soprattutto evidente nella sala d'ingresso, dove domina lo stile Rococò, e nella biblioteca, dove gli intonaci illustrano temi con frutta.

## Proprietà attuale
Sutton Park è la residenza di Sir Reginald (padre di Samantha Cameron, moglie del Primo Ministro del Regno Unito David Cameron) e Lady Sheffield.